# Florin Buruiană
Florin Buruiană (n. 29 noiembrie 1937, Șagani - d. 8 iunie 2015) a fost un senator român în legislatura 1992-1996 și legislatura 1996-2000, ales în județul Neamț pe listele partidului PNTCD. În cadrul activității sale parlamentare în legislatura 1992-1996, Florin Buruiană a inițiat o singură moțiune și o singură propunere legislativă. În legislatura 1996-2000, Florin Buruiană a fost membru în grupurile parlamentare de prietenie cu Republica Indonezia, Republica Federală Germania și Republica Federativă a Braziliei. În ambele legislaturi, Florin Buruiană a fost membru în comisia pentru privatizare și administrarea activelor statului precum și în comisia economică, industrii și servicii.